# Lumsden Hare
Lumsden Hare est un acteur et metteur en scène irlandais, né à Tipperary (province de Munster, Irlande) le 17 octobre 1874, mort à Beverly Hills (Californie) le 28 août 1964 .

## Biographie
Installé aux États-Unis, Lumsden Hare, de son nom complet Francis Lumsden Hare, débute au théâtre à Broadway (New York) en 1900 et y joue — dans des pièces exclusivement — jusqu'en 1942. Parmi ses partenaires sur les planches new-yorkaises, citons Ethel Barrymore, Billie Burke, Helen Hayes et Marjorie Rambeau. Toujours à Broadway, il est également metteur en scène de six pièces.
Au cinéma, il contribue à cent-quarante-deux films américains (notamment vingt-et-un muets), entre 1916 et 1959, dont bon nombre bien connus — de John Ford, Henry Hathaway et Alfred Hitchcock, entre autres : voir sa filmographie sélective ci-après —, dans des seconds rôles de caractère (d'aristocrates en particulier), souvent non crédités.
À la télévision, Lumsden Hare apparaît dans treize séries, de 1952 à 1962.

## Théâtre (à Broadway)
(Pièces, comme acteur, sauf mention contraire ou complémentaire)
- 1900 : Prince Otto, d'après Robert Louis Stevenson, produite, écrite et avec Otis Skinner
- 1906 : Chez les heureux du monde (The House of Mirth) de Clyde Fitch et Edith Wharton, adaptation du roman de même titre de cette dernière, avec Charles Lane, Grant Mitchell
- 1907-1908 : Her Sister de Clyde Fitch et Cosmo Gordon Lennox, avec Ethel Barrymore, Arthur Byron, Lucile Watson
- 1908-1909 : What Every Woman Knows de J. M. Barrie, avec Richard Bennett
- 1909 : Disengaged d'Henry James, avec Louise Closser Hale
- 1909 : The Flag Lieutenant de W. P. Drury et Leo Trevor, mise en scène de Gustav von Seyffertitz, avec Richard Garrick
- 1911 : The Philosopher in the Apple Orchard d'E. Harcourt Williams, avec Billie Burke
- 1911-1912 : The Witness of the Defense d'A.E.W. Mason, avec Ethel Barrymore
- 1912 : Preserving Mr. Panmure d'Arthur Wing Pinero
- 1912-1913 : The Whip de Cecil Raleigh et Henry Hamilton, avec John Halliday
- 1913-1914 : The Land of Promise de William Somerset Maugham, avec Billie Burke
- 1914 : Jerry de Catherine Chisholm, avec Billie Burke
- 1914 : The Elder Son de Lucien Népoty, adaptation de Frederick Fenn
- 1914-1915 : Driven d'E. Temple Thurston
- 1915 : The Fallen Idol de Guy Bolton
- 1915 : The New York Idea de Langdon Mitchell, avec John Cromwell, Mary Nash
- 1915 : The Liars d'Henry Arthur Jones, avec John Cromwell, Mary Nash
- 1916 : (en) Getting Married de George Bernard Shaw, avec William Faversham
- 1917-1918 : Lord and Lady Algy (en) de R. C. Carton (en), avec William Faversham
- 1918 : Peter's Mother de Mme Henry De La Pasture, avec Philip Tonge (+ metteur en scène)
- 1919-1920 : The Unknown Woman de Marjorie Blaine et Willard Mack, avec Marjorie Rambeau
- 1920 : Trimmed in Scarlet de William J. Hurlbut, avec Sidney Blackmer
- 1921 : The Title d'Arnold Bennett, avec Ernest Cossart (+ metteur en scène)
- 1922 : Drifting de John Colton et D.H. Andrews, avec Humphrey Bogart, Alice Brady, Robert Warwick
- 1922 : Up the Ladder d'Owen Davis, avec Paul Kelly, Doris Kenyon (metteur en scène uniquement)
- 1922 : Billeted de F. Tennyson Jesse et H.M. Harwood, avec Selena Royle
- 1924 : La Maschera e il Volto (The Mask and the Face) de Luigi Chiarelli, adaptation de Chester Bailey Fernald, avec William Faversham, Robert Montgomery
- 1925 : His Queen de John Hastings Turner, avec Robert Warwick
- 1925 : Antonia de Melchior Lengyel, adaptation d'Arthur Richman, mise en scène de Melchior Lengyel et George Cukor, avec Ilka Chase, Philip Merivale, Marjorie Rambeau, Georges Renavent
- 1926 : Ashes of Love de la comtesse Vera Cathcart, avec Alison Skipworth
- 1926 : What every Woman Knows de J. M. Barrie, reprise, avec Helen Hayes, Rose Hobart (+ metteur en scène)
- 1926 : Slaves All d'Edward Percy, avec Lionel Atwill (metteur en scène uniquement)
- 1928 : The Patriot d'Alfred Neumann, adaptation d'Ashley Dukes, avec John Gielgud
- 1928 : 12,000 de Bruno Frank, adaptation de William A. Drake, avec Walter Kingsford, Basil Sydney
- 1928 : Elmer Gantry de Patrick Kearney, d'après le roman éponyme de Sinclair Lewis (+ metteur en scène)
- 1937 : The Lady has a Heart de Ladislau Bush-Fekete, adaptation d'Edward Roberts, avec Elissa Landi, Vincent Price
- 1939 : Billy draws a Horse de Lesley Storm
- 1942 : Plan M de James Edward Grant

## Filmographie partielle

### Au cinéma

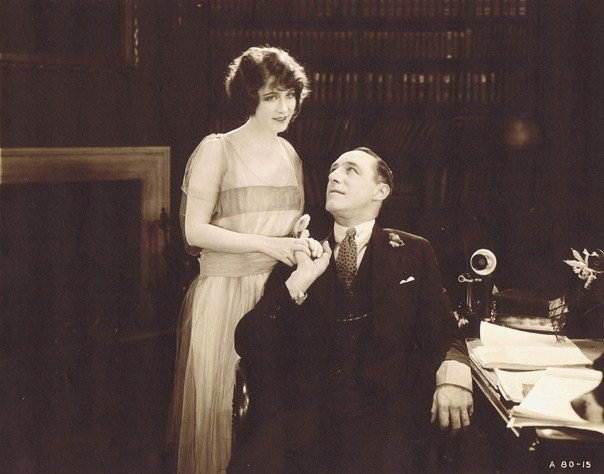
Avec Elsie Ferguson, dans The Avalanche (1919)

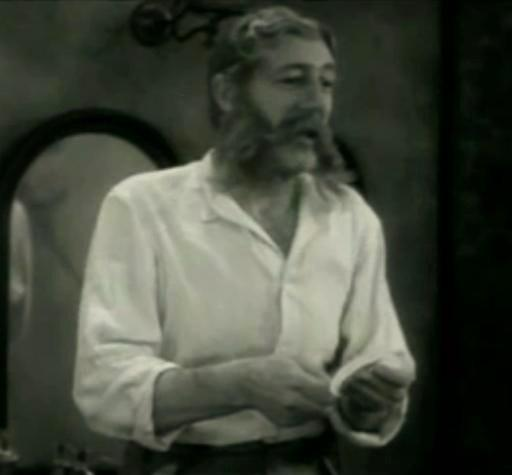
Dans Svengali (1931)

- 1916 : Love's Crucible d'Émile Chautard (court métrage)
- 1917 : La Délaissée (Barbary Sheep) de Maurice Tourneur
- 1918 : The Light Within de Laurence Trimble
- 1919 : The Country Cousin (en) d'Alan Crosland
- 1919 : The Avalanche de George Fitzmaurice
- 1920 : The Blue Pearl de George Irving
- 1920 : On demande un mari (The Frisky Mrs. Johnson) d'Edward Dillon
- 1921 : The Education of Elizabeth (en) d'Edward Dillon
- 1922 : Sherlock Holmes contre Moriarty d'Albert Parker
- 1923 : On the Banks of the Wabash de James Stuart Blackton
- 1924 : Second Youth d'Albert Parker
- 1925 : Le Masque brisé (One Way Street) de John Francis Dillon
- 1929 : Folle jeunesse (Girls Gone Wild) de Lewis Seiler
- 1929 : Le Vautour (The Sky Hawk) de John G. Blystone
- 1929 : La Garde noire (The Black Watch) de John Ford
- 1930 :  So This Is London de John G. Blystone
- 1930 : Under Suspicion
- 1930 : Scotland Yard de William K. Howard
- 1931 : Charlie Chan Carries On, de Hamilton MacFadden : Inspecteur Hayley
- 1931 : Svengali d'Archie Mayo
- 1931 : La Route de Singapour (The Road to Singapore) d'Alfred E. Green
- 1931 : Arrowsmith de John Ford
- 1932 : La Coupe de Calcutta (Devil's Lottery) de Sam Taylor
- 1933 : International House d'A. Edward Sutherland
- 1933 : College Humor de Wesley Ruggles
- 1934 : La Maison des Rothschild (The House of Rothschild) d'Alfred L. Werker
- 1934 : Le Petit Ministre (The Little Minister) de Richard Wallace
- 1934 : Le Monde en marche (The World moves On) de John Ford
- 1935 : Monseigneur le détective (The Bishop Misbehaves) d'Ewald André Dupont
- 1935 : L'Enfant de la forêt (Freckles) d'Edward Killy et William Hamilton
- 1935 : Cardinal Richelieu de Rowland V. Lee
- 1935 : Le Conquérant des Indes (Clive of India) de Richard Boleslawski
- 1935 : Les Croisades (The Crusades) de Cecil B. DeMille
- 1935 : Les Trois Mousquetaires (The Three Musketeeers) de Rowland V. Lee
- 1935 : Les Trois Lanciers du Bengale (The Lives of a Bengal Lancer) d'Henry Hathaway
- 1935 : Folies Bergère de Paris (titre original) de Roy Del Ruth (version américaine) ; version française, Folies-Bergère
- 1935 : Professional Soldier de Tay Garnett
- 1936 : Une princesse à bord (The Princess Comes Across) de William K. Howard
- 1936 : Sous deux drapeaux (Under Two Flags) de Frank Lloyd
- 1936 : Le Dernier des Mohicans (The Last of the Mohicans) de George B. Seitz
- 1936 : Le Pacte (Lloyd's of London) d'Henry King
- 1936 : La Charge de la brigade légère (The Charge of the Light Brigade) de Michael Curtiz
- 1937 : La Vie d'Émile Zola (The Life of Emile Zola) de William Dieterle
- 1937 : Life Begins with Love de Ray McCarey
- 1937 : La Fin de Mme Cheyney (The Last of Mrs. Cheyney) de Richard Boleslawski
- 1937 : La Vie privée du tribun (Parnell) de John M. Stahl
- 1939 : Gunga Din de George Stevens
- 1939 : Capitaine Furie (Captain Fury) d'Hal Roach
- 1940 : Le Grand Passage (Northwest Passage) de King Vidor
- 1940 : Rebecca d'Alfred Hitchcock
- 1940 : Une dépêche Reuter (A Dispatch from Reuter's) de William Dieterle
- 1941 : Docteur Jekyll et M. Hyde (Dr Jekyll and Mr. Hyde) de Victor Fleming
- 1941 : Shadows on the Stairs de D. Ross Lederman
- 1941 : The Blonde from Singapore d'Edward Dmytryk
- 1941 : Soupçons (Suspicion) d'Alfred Hitchcock
- 1941 : Les Trappeurs de l'Hudson (Hudson's Bay) d'Irving Pichel
- 1942 : Âmes rebelles (This Above All) d'Anatole Litvak
- 1942 : Prisonniers du passé (Random Harvest) de Mervyn LeRoy
- 1942 : London Blackout Murders de George Sherman
- 1943 : Madame Curie de Mervyn LeRoy
- 1943 : Mission à Moscou (Mission to Moscow) de Michael Curtiz
- 1943 : La Vie aventureuse de Jack London (Jack London) d'Alfred Santell
- 1944 : Jack l'Éventreur (The Lodger) de John Brahm
- 1944 : Le Fantôme de Canterville (The Canterville Ghost) de Jules Dassin et Norman Z. McLeod
- 1944 : Les Blanches Falaises de Douvres (The White Cliffs of Dover) de Clarence Brown
- 1945 : Le Capitaine Kidd (Captain Kidd), de Rowland V. Lee
- 1945 : La Vallée du jugement (The Valley of Decision) de Tay Garnett
- 1945 : Le Portrait de Dorian Gray (The Picture of Dorian Gray) d'Albert Lewin
- 1946 : Les Vertes Années (The Green Years) de Victor Saville
- 1947 : Bel-Ami (The Private Affairs of Bel Ami) d'Albert Lewin
- 1947 : Le Procès Paradine (The Paradine Case) d'Alfred Hitchcock
- 1947 : L'Exilé (The Exile) de Max Ophüls
- 1947 : Le Pays du dauphin vert (Green Dolphin Street) de Victor Saville
- 1947 : Suprême aveu (en) (The Imperfect Lady) de Lewis Allen
- 1947 : Tout le monde chante (It happened in Brooklyn) de Richard Whorf
- 1947 : La Vie secrète de Walter Mitty (The Secret Life of Walter Mitty) de Norman Z. McLeod
- 1947 : Le Crime de madame Lexton (Ivy) de Sam Wood
- 1948 : Le Maître de Lassie (Hills of Home) de Fred M. Wilcox
- 1948 : Monsieur Peabody et la Sirène (Mr. Peabody and the Mermaid) d'Irving Pichel
- 1949 : La Dynastie des Forsyte (That Forsyte Woman) de Compton Bennett
- 1949 : Le Défi de Lassie (Challenge to Lassie) de Richard Thorpe
- 1949 : Aventure en Irlande (The Fighting O'Flynn)  d'Arthur Pierson
- 1950 : Les Nouvelles Aventures du capitaine Blood (Fortunes of Captain Blood) de Gordon Douglas
- 1950 : La Revanche des gueux (Rogues of Sherwood Forest) de Gordon Douglas
- 1951 : Le Renard du désert (The Desert Fox : The Story of Rommel) d'Henry Hathaway
- 1951 : David et Bethsabée (David and Bathsheba) d'Henry King
- 1951 : Dick Turpin, bandit gentilhomme (Dick Turpin's Ride) de Ralph Murphy
- 1952 : Ma cousine Rachel (My Cousin Rachel) d'Henry Koster
- 1952 : Courrier diplomatique (Diplomatic Courier) d'Henry Hathaway
- 1953 : La Reine vierge (Young Bess) de George Sidney
- 1953 : Jules César (Julius Caesar) de Joseph L. Mankiewicz
- 1954 : Rose-Marie de Mervyn LeRoy
- 1954 : Richard Cœur de Lion (King Richard and the Crusaders) de David Butler
- 1955 : Le Cri de la victoire (Battle Cry) de Raoul Walsh
- 1957 : Johnny Tremain de Robert Stevenson
- 1959 : J'ai épousé un Français (Count Your Blessings) de Jean Negulesco
- 1959 : The Four Skulls of Jonathan Drake (en) d'Edward L. Cahn

### À la télévision (séries)
- 1955 : Rintintin (The Adventures of Rin Tin Tin), Saison 1, épisode 33 L'Écossais perdu (The Lost Scotchman)
- 1960 : Le Monde merveilleux de Disney (The Wonderful World of Disney ou Disneyland), Saison 7, épisodes 5 et 6 Moochie of Pop Warner Football : Pee Wees vs. City Hall / From Ticonderoga to Disneyland (réalisés par William Beaudine)